# Língua tarairiú
O Tarairiú (Otxukayana), é uma língua indígena falada pela Nação Tarairiú. É uma língua isolada e que atualmente está em processo de Reconstrução Linguística e também em retomada pelo povo Tapuya Tarairiú da Aldeia de Lagoa do Tapará, no município Norte Rio Grandense de São Gonçalo do Amarante, onde anualmente realizam a Feira Multi-Cultura da comunidade.

## Vocabulário
Vocabulário Tarairiú:
| Tarairiú          | Português |
| ----------------- | --- |
| carfa             | piranha |
| cayxí             | poleiro dos patos                                                                                                   |
| corpamba          | planta alucinógena                                                                                                  |
| cucuraí           | poço de água fria                                                                                                   |
| echctauquiri      | jacurutu |
| papuiuré          | água dos cágados |
| quexoide          | campo de pedra |
| quei/kei          | rio |
| cuó, quó          | acauã |
| tigiogi           | bebida feita de mel e frutas (ananás/abacaxi)                                                                       |
| ditre             | serra vermelha |
| jará              | cor verde |
| oiugi             | cobra cascavel |
| quimaycoco        | pedra preta |
| corraveara        | carnaúba |
| comatyn           | filho do rei |
| caruatá           | água branca |
| kaité             | água |
| xenupre           | homem |
| intoá             | fogo |
| kebra             | pedra |
| pigó              | olho |
| móz               | boca |
| isarágo           | língua |
| koreké            | mão |
| sok; sek          | casa |
| moéça; moela      | mulher |
| teu               | água |
| kreká             | cabeça |
| bandulak          | orelha |
| korõzá            | nariz |
| cidolé            | dente |
| poyá              | pé |
| unj               | cabelo |
| kringó            | comer |
| gon-yã            | dormir |
| ako               | filho |
| kiro-kia          | fogo |
| koreke            | mão |
| carfa             | Tipo de peixe cujo corpo tem a forma de um porco, exceto a cauda, que é de peixe. Eram as piranhas.                 |
| caruatã           | talvez agua branca                                                                                                  |
| cayú              | talvez poleiro dos patos                                                                                            |
| comatyn           | filho de um “rei” que era o próximo no governo datribo (sic)                                                        |
| corpamba          | planta utilizada pelos tarairiú utilizada como alucinógeno                                                          |
| corraveara        | Árvore, cujo tronco os tarairiú faziam os pesos queutilizavam nas corridas de tronco. Provavelmente era a carnaúba. |
| cucuraí           | poço d’água fria |
| echctauquiri      | jacurutu (jucurutu – do tupi)                                                                                       |
| jará              | talvez a cor verde                                                                                                  |
| manuah            | cobra de veado |
| oiugi             | cobra cascavel |
| papuiré           | águas dos cágados                                                                                                   |
| quixeré boquixeré | riacho da serra brava                                                                                               |
| quexoidi          | campo de pedra |
| quixistu          | serra de bom nome                                                                                                   |
| tigiogi           | água das pombas |
| tipui             | o mesmo que ticoigi                                                                                                 |
| utrebetuquão      | riacho escuro |
| uva               | era a beberagem, feita de mel silvestre e frutas, talvez a fruta tenha sido a ananás (abacaxi)                      |

## Comparações lexicais
Lista de palavras tarairiús e comparações lexicais compilada pelo pesquisador paraibano José Elias Barbosa Borges, citada em Medeiros (1999):
| Português | Tarairiú  | Dialetos Jês | Cariri  |
| --------- | --------- | ------------ | ------- |
| água      | kaité     | nko          | dzu     |
| cabeça    | kreká     | krã          | tçambu  |
| cabelo    | unj       | sun          | dü      |
| casa      | sekri     | ikré         | crá     |
| comer     | kringó    | khrem        | ami     |
| dormir    | gon-yá    | nogon        | uni     |
| filho     | ako       | ikra         | inhurae |
| fogo      | kiró, kia | korru, kuwi  | isu     |
| mão       | koreke    | bkhra        | müsã    |
| mulher    | krippó    | mprom, piko  | tidzi   |
| nariz     | sikrin    | khra         | naembi  |
| olho      | aço       | nto          | do      |
| orelha    | bandulak  | mpak         | benhé   |
| pé        | poiá      | par          | bü      |